# Манојло Бутумит
Манојло Бутумит (грчки:. Μανουηλ Βουτουμιτης; fl. 1086–1112) је био византијски војсковођа из периода владавине Алексија I Комнина (1081–1118). Учествовао је у Првом крсташком рату. Истакао се при освајању Никеје. Након завршетка рата учествује у рату против кнежева Антиохије, Боемунда и Танкреда.

## Рана каријера
Бутумит се у изворима по први пут помиње у Алексијади Ане Комнине када је 1086. године именован дуксом византијске флоте. Цар Алексије Комнин послао га је против Абул Касима, полу-независног селџучког гувернера Никеје. Абу Касим је припремао флоту да нападне Византинце на Мраморном мору. Алексије је послао Бутумита како би га спречио да нападне са мора, док је свог другог војсковођу, Татикија, послао копненим путем. Бутумит и Татикије успешно су уништили непријатељску флоту и присилили Абу Касима да се повуче у Никеју. Одатле је закључио примирје са Византијом.
Године 1092, након победе Алексијевог мега дукса, Јована Дуке, над емиром Чака Бејом од Смирне, Бутумит, заједно са Александром Еуфорбеносом, послати су као таоци емиру како би гарантовали мирну евакуацију острва Лезбос. Дука и Бутумит су, убрзо након тога, послати да угуше побуне Карикеса на Криту и Рапсоматеса на Кипру. Након смирења устанка на Криту, упутили су се на Кипер. Брзо су освојили Керинеју. Рапсоматес се поражен склонио у цркву где је добио обећање да ће му живот бити поштеђен. Заробљен је и одведен пред Дуку. Према традицији, Бутумит је на Кипру основао манастир Кикос.

## Први крсташки рат
Бутумит је био један од најближих Алексијевих савладара. Стога је играо важну улогу у Првом крсташком рату. Године 1096. послат је да брани Ига Вермандоа на путу од Драча до Цариграда. Следеће године је, на челу малог одреда, послат заједно са крсташима у Анадолију. Први већи град на кога крсташи наилазе била је Никеја, главни град Селџука. Крсташи су опсели Никеју. Бутумит је заступао интересе цара водећи рачуна да Никеја, по освајању, припадне Византији, а не крсташима. Током опсаде је неколико пута покушавао да наговори селџучког султана да преда град обећавајући му живот и претећи великим масакром када крсташи освоје град. Турци су пристали на преговоре и дозволили Бутумиту да уђе у Никеју. Међутим, Селџуци, охрабрени доласком Килиџа Арслана I на челу велике војске, одбијају да наставе преговоре после два дана. Натерали су Бутумита да оде. Убрзо се крсташима придружио још један византијски одред предвођен Татикијем. Долазак нове војске и пораз Килиџа Арслана натерали су становништво Никеје да прихвати Алексијеве повољне услове. Никеја је први велики град кога су крсташи освојили у Првом крсташком рату.
Благо поступање према заробљеним муслиманима довело је до погоршања односа између крсташа и Византинаца. Бутумит је након освајања града именован, од стране цара Алексија, за дукса Никеје. Бутумит је успео да умири крсташе и спречи их да опљачкају град. Обезбедивши послушност обичних војника поткупљивањем крсташких вођа, Бутумит је донео одлуку по којој су крсташи могли да улазе у Никеју само у групама од по десет људи. 

## Борба са Боемундом и Танкредом
Године 1099. Бутумит је послат на Кипар као мировни изасланик Боемунду Тарентском. Међутим, антиохијски кнез га је затворио на две недеље. Преговори нису ни отпочели. Неколико година касније, око 1103. године, Бутумит је на челу византијске војске у Киликији која је бранила византијске територије од Боемунда. Наиме, након освајања Антиохије, започео је сукоб између Алексија и Боемунда око управљања над градом. Алексије је, сходно договору кога је склопио са крсташима пре избијања рата, сматрао да полаже права над Антиохијом. Међутим, када су крсташи током опсаде Никеје послали Алексију позив у помоћ, он им није одговорио сматрајући да ће малу војску разбити муслимански владари Кербуга и Јаџи Сијан. Након заузећа града, Боемунд је основао независну кнежевину са центром у Антиохији и одбијао Алексијеве захтеве за повраћајем града. Боемунд се убрзо повукао из Свете земље како би ратовао против Византије и остварио сан свога оца (Роберта Гвискара) о освајању Цариграда. 
Бутумит је 1103. године освојили Мараш и Аталеју. Бутумит је оставио велику војску у Киликији и повукао се у Цариград. 
Године 1111/2, Бутумит је изасланик у Јерусалимском краљевству где преговара о византијској помоћи краљу Балдуину против антиохијског кнеза Танкреда Галилејског који је одбио да прихвати одредбе Деволског споразума. Споразум у Деволу закључен је 1108. године између Алексија и пораженог Боемунда Танкредског. Њиме је Боемунд признао вазални положај Кнежевине Антиохије у односу на Византијско царство. Из Кипра, Бутумит је отпловио у Триполи. Бертранд од Тулуза, гроф Триполија, био је у сукобу са Танкредом те је радо пристао да пружи помоћ Бутумиту. Бутумит је покушао да на своју страну привуче и краља Балдуина који је управо опседао Тир. Међутим, Балдуин није прихватио савез иако му је Бутумит нудио чак и злато. Није имао поверења у византијског војсковођу. Тако је Бутумитова мисија завршена неуспехом. Он је напустио Свету земљу и преко Триполија се вратио у Цариград. 